# Parsimonija
Parsimonija je uporaba najpreprostejše razlage, ki je možna. 
To je splošno načelo, ki se uporablja v vsej znanosti.